# AMX-30 AuF1
Die AMX-30 AuF1 (AUtomoteur modèle F1)  ist eine Panzerhaubitze mit Kaliber 155 mm aus Frankreich. Die Exportversion wird als GCT bezeichnet.

## Geschichte
Die AMX-30 AuF1 entstand aufgrund einer Bedarfsforderung des Französischen Heeres. Dieses wollte die 105-mm-Panzerhaubitze AMX-13 Mk 61 ersetzen sowie die MK F3 ergänzen. Gefordert wurde eine 155-mm-Panzerhaubitze mit ABC-Schutz, die schnell verlegbar sein sowie über eine hohe Schussfolge und Schussdistanz verfügen sollte. Den Auftrag bekam der französische Rüstungsbetrieb GIAT, der in den 1950er-Jahren bereits den französischen Kampfpanzer AMX-30 konstruiert hatte und somit Erfahrung im Panzerbau besaß. Die Entwicklung begann 1969 und die ersten Prototypen wurden 1972 fertiggestellt. 1974 und 1975 erfolgte die Truppenerprobung mit sechs Fahrzeugen. Die ersten AuF1 wurden im Jahr 1978 bei den französischen Streitkräften in Dienst gestellt. In den späten 1990er-Jahren wurde eine Ausführung entwickelt, bei welcher der 19 Tonnen schwere Waffenturm neben dem Fahrgestell des AMX-30 auch auf den T-72, den Leopard 1 oder den indischen Kampfpanzer Arjun aufgesetzt werden kann. Diese Variante fand keine Abnehmer.
Nach der Neugliederung der französischen Streitkräfte im Januar 2016 ist nur noch das „40e régiment d’artillerie“ in Suippes mit 32 AuF1 ausgestattet. Diese sollen bis 2030 im Dienst bleiben und dann durch den CAESAR 8×8 ersetzt werden.

## Technik

### Fahrgestell
Das Kettenfahrgestell beruht auf dem AMX-30 und die Wanne besteht aus geschweißtem Panzerstahl mit einer maximalen Materialstärke von 20 mm. Die AuF1 wiegt normal 38 Tonnen und in gefechtsbereitem Zustand 42 Tonnen. Das Fahrzeug ist 6,7 m lang (ohne Geschützrohr), 3,11 m breit und 3,25 m hoch. Das Laufwerk ist ein Stützrollenlaufwerk mit fünf Lauf- und zwei Stützrollen je Seite. Die Kette ist eine Verbinderkette, die mit Gummipolstern ausgestattet ist. Zum Einsatz kommt ein Torsionsstab-Fahrwerk. Die Bodenfreiheit beträgt 420 mm. Angetrieben wird das Fahrzeug von einem Dieselmotor des Typs Hispano-Suiza HS-110 mit einer Leistung von 527 kW (ca. 720 PS). Der Motor ist im Heck verbaut und für ihn sind 970 Liter Kraftstoff vorhanden. Weiter ist ein Hilfstriebwerk vorhanden, mit welchem die AuF1 betrieben werden kann, wenn der Dieselmotor abgeschaltet ist. Die Höchstgeschwindigkeit beträgt 60 km/h und der maximale Fahrbereich liegt bei rund 450 km. Das Fahrzeug kann Steigungen von 60 % und vertikale Hindernisse von 0,93 m überwinden. Die maximal zulässige Querneigung liegt bei 30 % und das Fahrzeug kann Gewässer mit einer maximalen Tiefe von 2,1 m durchfahren. Es verfügt über ABC-Schutz und die Panzerung schützt vor Granatsplittern und dem Beschuss von Infanteriewaffen. Der Fahrerplatz befindet sich vorne links und der Rest der Besatzung ist im hinteren Teil des Fahrzeuges im Waffenturm untergebracht. Das Auf- und Absitzen der Besatzung erfolgt durch zwei Türen in den Turmseiten. Zur Selbstverteidigung ist links auf dem Turmdach auf einer Drehlafette ein 12,7-mm-Browning-M2-Maschinengewehr mit 800 Schuss montiert. Weiter ist an der Turmfront eine Nebelmittelwurfanlage mit vier Wurfbechern verbaut.

### Geschütz
Im Waffenturm sind die Munition sowie das 155-mm-Geschütz mit 40 Kaliberlängen (L/40) untergebracht. Der Seitenrichtbereich des Geschützes beträgt 360° und der Höhenrichtbereich liegt bei −4 bis +66°. Bei der Rohrwiege sind am Geschützrohr vier hydropneumatische Rohrbremsen und Rohrvorholer montiert. Am Rohrende ist eine Zweikammer-Mündungsbremse angebracht, die den Rückstoß mindert. Das Geschütz verwendet einen horizontalen Keilverschluss. Sowohl der Turm als auch das Geschützrohr werden hydraulisch gerichtet. Mit dem Geschütz wird eine vollautomatische Ladeautomatik verwendet. Für diese sind im Turmheck zwei Magazine vorhanden. Das Magazin rechts enthält 42 Geschosse und das Magazin links 42 Treibladungskartuschen. Das Magazin kann über Klappen von hinten von vier Soldaten innerhalb 15 Minuten beladen werden. Dies kann auch während des Schießbetriebs erfolgen. 22 weitere Treibladungen für kurze Schussdistanzen sind beim Sitz des Kanoniers deponiert. Die Ladeautomatik entnimmt aus dem Magazin die Geschosse und führt sie in den Verschlussblock. Danach werden die Treibladungen sowie Treibladungsanzünder geladen und zugeführt. Mit Hilfe der Ladeautomatik können innerhalb von 45 Sekunden 6 Schuss bzw. innerhalb einer Minute 8 Schuss abgefeuert werden. Bei einem Ausfall der Ladeautomatik ist ein manuelles Laden möglich, dabei reduziert sich die Feuergeschwindigkeit auf 3 Schuss pro Minute.

### Munition

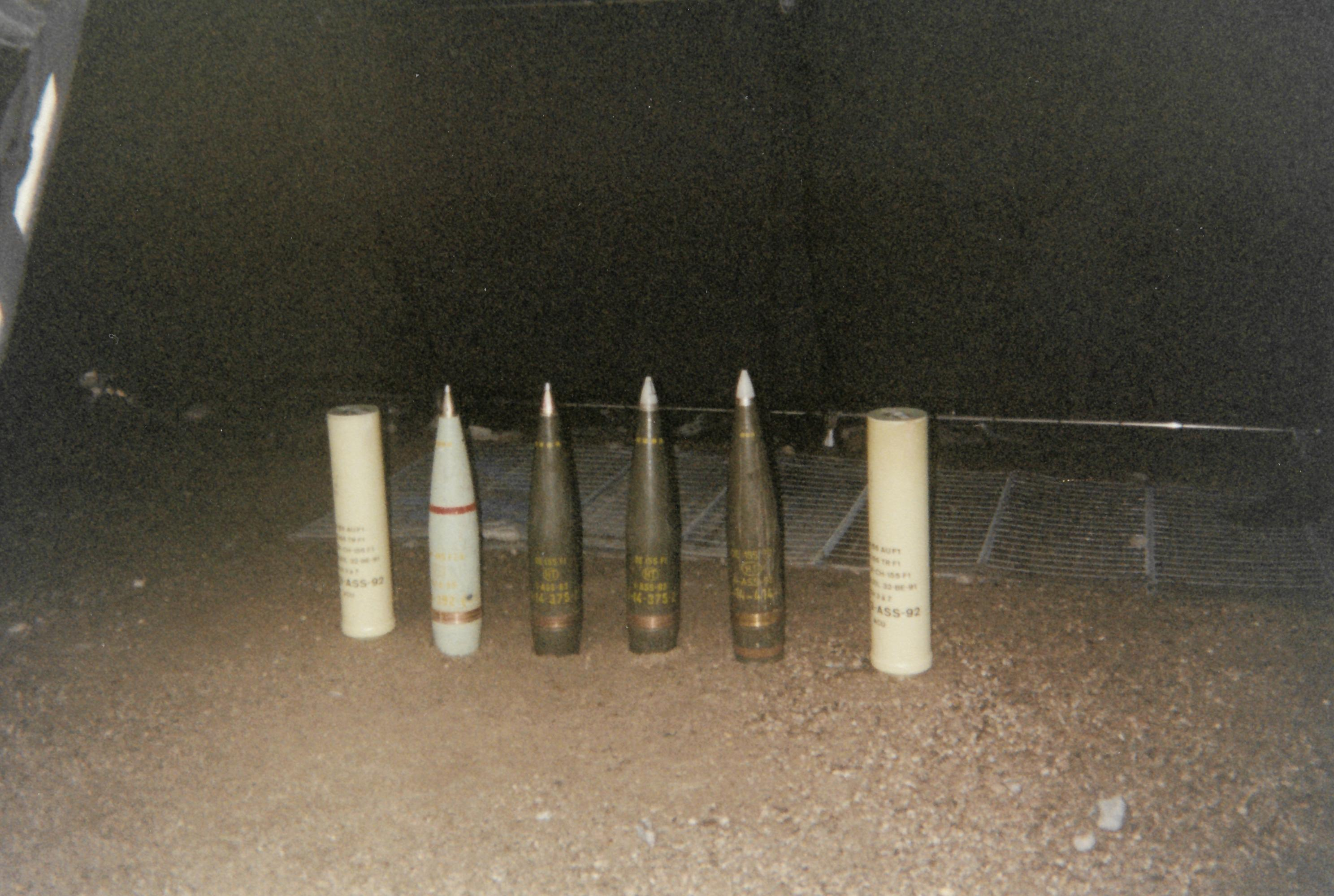
Geschosse und Treibladungen

Für die AuF1 wird getrennt geladene Munition mit variablen Treibladungsbeuteln verwendet. Das heißt, das Geschoss und die Treibladung werden nacheinander geladen. Die Treibladungsbeutel sind in Treibladungskartuschen aus Kunststoff gepackt. Beim Abfeuern des Geschosses verbrennt die Kartusche rückstandslos. Mit der AuF1 wird folgende Munition verwendet:
| Name              | Geschosstyp                  | Gewicht | Füllung                      | Schussdistanz |
| ----------------- | ---------------------------- | ------- | ---------------------------- | ------------- |
| M107/LU107        | Sprenggranate                | 43,1 kg | 6,6 kg TNT                   | 18 km         |
| M56/69            | Sprenggranate                | 43,7 kg | 8,9 kg Composition B         | 23 km         |
| OE 155 F1 / TA-68 | Sprenggranate mit Hohlboden  | 43,7 kg | 8,8 kg Composition B         | 23,3 km       |
| LU111 HB          | Sprenggranate mit Hohlboden  | 42,6 kg | 8,8 kg Composition B         | 23,3 km       |
| LU111 BB          | Sprenggranate mit Base-Bleed | 43,6 kg | 8,2 kg Composition B         | 29,1 km       |
| OGRE 155 G1       | Cargogeschoss mit Base-Bleed | 45,3 kg | 63 OGRE-Hohlladungs-Bomblets | 28,5 km       |
| OMI 155           | Cargogeschoss                | 46,9 kg | 6 Panzerabwehrminen          | 18 km         |
| BONUS             | Suchzünder-Munition          | 44,6 kg | 2 Suchzünder-Streumunition   | 27 km         |
| F2A OFUM          | Rauch/-Brandgranate          | 44,3 kg | 8,7 kg Weißer Phosphor       | 23,3 km       |
| F1 OECL           | Leuchtgranate                | 43,5 kg | Leuchtkörper                 | 21,4 km       |

### Feuerleitanlage
Die AuF1 verfügt über ein Navigationssystem, eine trägheitsgesteuerte Feuerleitanlage mit INS, das integrierte Informations- und Kommunikationssystem der Artillerie (ATLAS) sowie Nachtsichtmittel. Später wurden die Fahrzeuge mit GPS sowie einem ballistischen Computer und einem Waffensystemcomputer nachgerüstet. Damit kann die AuF1 aus der Fahrt innerhalb rund zwei Minuten den Feuerkampf aufnehmen. Nach Beendigung des Feuerauftrages kann innerhalb von rund einer Minute die Stellung wieder verlassen werden.

## Einsatz
Der erste Kriegseinsatz der AuF1 erfolgte im Iran-Irak-Krieg (1980–1988). Französischen Beobachtern zufolge zeigte sich, dass vergleichbare Modelle aus sowjetischer oder US-amerikanischer Produktion hinsichtlich Reichweite und Zielgenauigkeit unterlegen waren. Weitere Kriegseinsätze erfolgten im Zweiten Golfkrieg (1990), im Irakkrieg (2003) sowie während der Operation Deliberate Force (1995) in Bosnien und Herzegowina. Dort beschossen AuF1 der IFOR, im Rahmen der Belagerung von Sarajevo, vom Berg Igman aus Stellungen der Serben.

## Nutzerstaaten
- Frankreich – 273
- Irak – 86
- Kuwait – 18
- Saudi-Arabien – 63

Quellen: